# Lobelia bridgesii
Lobelia bridgesii là loài thực vật có hoa trong họ Hoa chuông. Loài này được Hook. & Arn. mô tả khoa học đầu tiên năm 1834.